# 紅海站
紅海站，位于中国广东省广州市增城区石滩镇、毗邻与东莞市石龙镇和惠州市博罗县石湾镇交界处，曾为广深铁路的四等货运站，现已撤销建制，并入石龙站。

## 历史
1975年7月，为配合石龙港开展水陆联运业务，当局在石龙北桥北端、石龙港西侧增设红海站。该站仅办理货运，由石龙站管理。截至1985年，站内设有两股正线、三股到发线、一股连接石龙港的专用线。
1991年11月19日，从美国通用铁路信号公司引进、经卡斯柯信号公司二次开发的微机联锁系统在本站开通使用，本站成为中国大陆铁路干线上首个计算机联锁车站。

## 现状
2007年5月1日，红海站建制撤销，改为石龙站的I场。后在石龙站I场建成华南地区唯一的高铁钢轨焊接基地，该场随后亦扩建为大型集装箱物流基地。